# Gare de Colera
La gare de Colera (en catalan : estació de Colera) est une gare ferroviaire espagnole de la ligne Barcelone - Gérone - Portbou. Elle est située sur le territoire de la commune de Colera, dans la comarque de l'Alt Empordà en Catalogne (Province de Gérone).
C'est un point d'arrêt sans personnel de la Renfe Operadora (Renfe).

## Situation ferroviaire
Établie à 25,7 mètres d'altitude, gare de Colera est établie au point kilométrique (PK) 94,967 de la ligne Barcelone - Gérone - Portbou, entre les gares en service de Portbou et de Llançà et la gare fermée de Platja de Garbet.
Près de la gare, à la sortie d'un tunnel, il y a le viaduc de Colera situé a une hauteur de 20 m au-dessus du niveau de la vallée, le tablier métallique fait 187,61 m pour un poids total de 248,836 kg. Le viaduc est divisé en cinq sections, deux de 31 m et trois de 41,04 m.

## Histoire
La gare de Colera est mise en service le 20 janvier 1878 par la Compagnie des Chemins de fer de Tarragone à Barcelone et la France, lorsqu'elle ouvre à l'exploitation la section de Figueras à Portbou de sa ligne Barcelone - Gérone - Portbou.
En 1898, la compagnie est reprise par la Compañía de los ferrocarriles de Madrid a Zaragoza y Alicante (MZA). En 1921, la voie unique est doublée et en 1941], la ligne a été transférée à la Renfe Operadora (Renfe).
C'est en 2005, qu'elle devient une gare de l'Administrador de infraestructuras ferroviarias (ADIF). Son bâtiment voyageurs, avec un seul étage, situé à gauche des voies en direction de Porbou, est probablement détruit en 2008.
En 2016, 10 000 voyageurs ont transité en gare de Colera.

## Service des voyageurs

### Accueil
Devenue un simple point d'arrêt sans personnel, elle est située sur un point haut de la commune et dispose : d'un abri de quai et deux quais latéraux reliés par une passerelle

### Desserte
Colera est desservie par les trains régionaux de la ligne R11 de Rodalies de Catalunya et les trains de la ligne RG1 de la Rodalia de Gérone. Certains Media Distancia de la ligne R11 ne desservent pas cette gare.

### Intermodalité
Un parking y est aménagé.